# メトロレール (マイアミ)
メトロレール（Metrorail）は、アメリカ合衆国フロリダ州のマイアミ・デイド郡にある都市鉄道である。1984年に開業した。

## 概要
路線の大半はマイアミ市内にあるが、末端部はハイアリア、コーラルゲーブルス、国勢調査指定地域を通る。車両は全て日立レール (イタリア)製で4両または6両で運行している。グリーンラインとオレンジラインに分かれているが乗り場は共通である。重複区間はラッシュアワーには5分間隔で運行している。
最も利用者が多いのはダウンタウンにあるガバメントセンター駅でマイアミ中央駅と隣接している。マイアミ国際空港駅は空港の敷地外にあるため空港ターミナルへ行くにはMIAムーバーに乗り換える必要がある。全ての駅がパークアンドライドに対応しており立体駐車場が完備している。

## ギャラリー

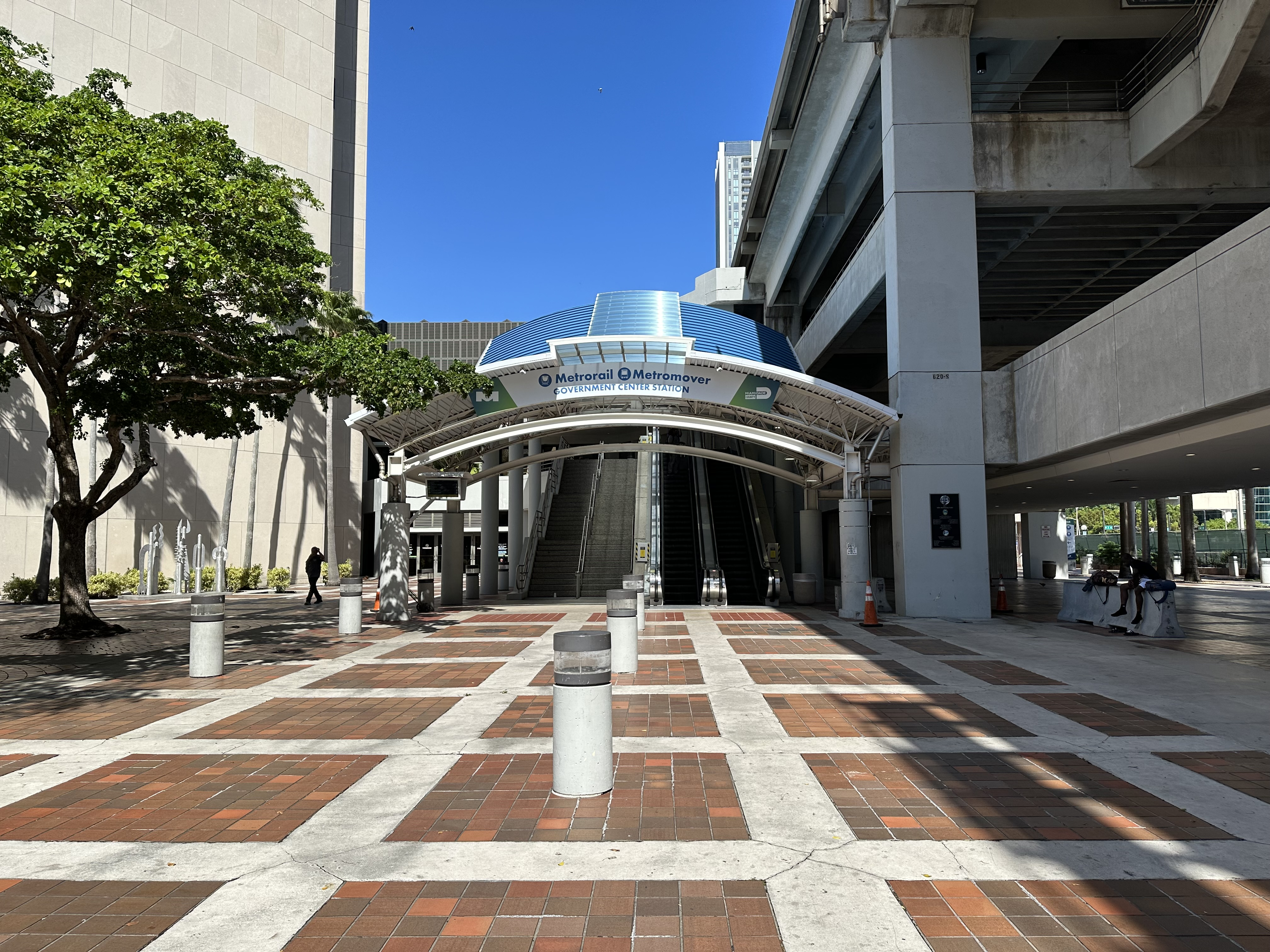
ガバメントセンター駅
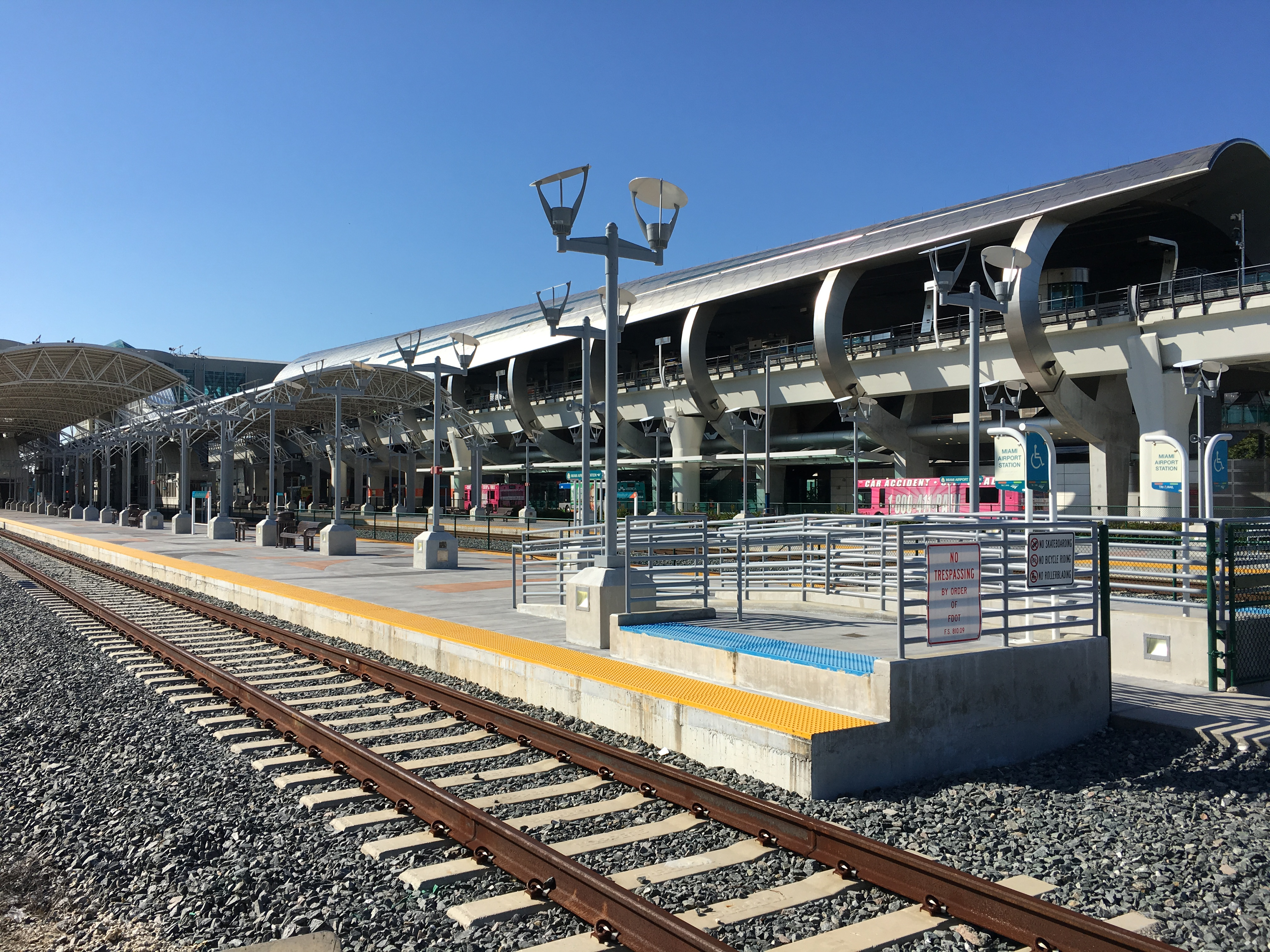
マイアミ国際空港駅
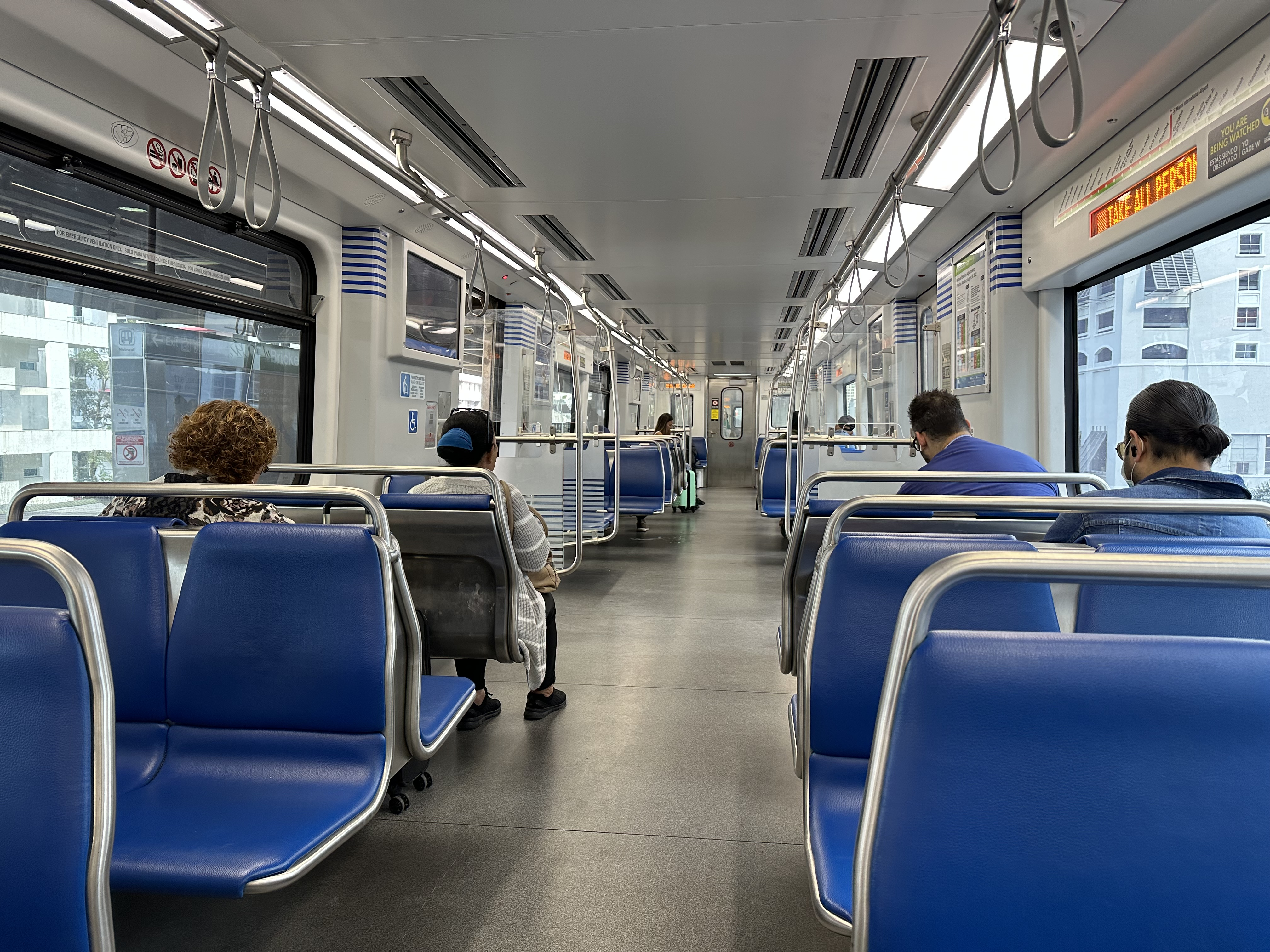
車両内